# New Mexico State Route 8
Die New Mexico State Route 8 (kurz NM 8) ist eine State Route im US-Bundesstaat New Mexico, die in Nord-Süd-Richtung verläuft.
Die State Route beginnt an der New Mexico State Route 176 westlich von Eunice und endet nach 24 Kilometern westlich von Hobbs an den U.S. Highways 62 und 180. In der Ortschaft Monument zweigt die New Mexico State Route 322 in westlicher Richtung ab.